# Echinorhynchus lateralis
Echinorhynchus lateralis is een soort haakworm uit het geslacht Echinorhynchus. De worm behoort tot de familie Echinorhynchidae. Echinorhynchus lateralis werd in 1851 beschreven door Leidy.